# مونرو ۳۷۶۸
سیارک ۳۷۶۸ (به انگلیسی: 3768 Monroe، نامگذاری:1937RB) سه هزار و هفتصد و شصت و هشتمین سیارک کشف شده‌است که در ۵ سپتامبر ۱۹۳۷ کشف شد.
قدر مطلق سیارک برابر ۱۱٫۳۰ است.